# Berendries (Brakel)
De Berendries is een straat en helling in de Belgische gemeente Brakel, in de Vlaamse Ardennen. De weg verbindt de dorpskernen van Michelbeke en Sint-Maria-Oudenhove. De weg daalt in oost-west richting af naar de Zwalm. Een deel van de straat is een holle weg.

## Geschiedenis
De weg was een onderdeel van de middeleeuwse heerweg van Oudenaarde naar Ninove. Ook op de Ferrariskaart uit de jaren 1770 is het tracé aangeduid als een deel van de steenweg Oudenaarde-Ninove. De kaart duidt geeft de weg het gehucht Berendries weer.

## Wielrennen

### Ronde van Vlaanderen
De Berendries is 40 maal beklommen tijdens de wielerwedstrijd Ronde van Vlaanderen (1983-2010, 2012, 2013, 2015-2025). De helling bestaat uit een smalle asfaltweg en ligt op ongeveer 40 km van de aankomst in Meerbeke (tot en met 2010). Sinds de aankomst in 2012 is verplaatst naar Oudenaarde ligt de helling vroeger in het parkoers.
In 1983 en 1984 en in de periode 1990-1996 wordt de Berendries voorafgegaan door de Molenberg, waarbij dient te worden opgemerkt dat in 1983 tussen Molenberg en Berendries de toen niet in het wedstrijdboek vermelde Leberg werd beklommen. In 1997 wordt de helling voorafgegaan door de Steenberg en in 1998 door de Eikenberg. In de jaren 1985-1989 wordt de Berendries voorafgegaan door de Keiweg-Leberg. Sinds 1999 tot heden wordt de helling voorafgegaan door de Leberg.
In 1983 werd na de Berendries de Pijpketel beklommen waarna de renners naar de Muur-Kapelmuur gingen. In de periode 1984-1995 werd na de Berendries direct doorgefietst naar de Muur-Kapelmuur (waarbij er vaak de niet in het wedstrijdboek vermelde Tenbosse en Parikeberg tussen lagen). In 1996 en 2005-2009 wordt de Berendries gevolgd door de Valkenberg. De resterende jaren 1997-2004 en in 2010 werd na de Berendries de helling Tenbosse beklommen. In 2012 en 2013 is de Berendries gesitueerd tussen Rekelberg en Valkenberg. In 2015, 2016 en 2020 ligt ze tussen de Leberg en Valkenberg. In 2017, 2018 en 2019 is ze wederom opgenomen, nu tussen Leberg en Tenbosse. In 2021-2024 ligt ze tussen Marlboroughstraat en Valkenberg, in 2025 tussen Molenberg en Valkenberg.

### Andere wielerkoersen
Daarnaast is de Berendries meermaals opgenomen in de Omloop Het Volk. Ook wordt hij aangedaan in Dwars door Vlaanderen, de Egmont Cycling Race, de Driedaagse van De Panne-Koksijde, Dwars door de Vlaamse Ardennen en de Internationale Junioren Driedaagse van Axel. In 2014 is ze onderdeel van de 5e etappe van de Eneco Tour.

### Recreatieve routes
De helling is ook opgenomen in de rode lus van de recreatieve fietsroute Ronde van Vlaanderenroute.

## Afbeeldingen

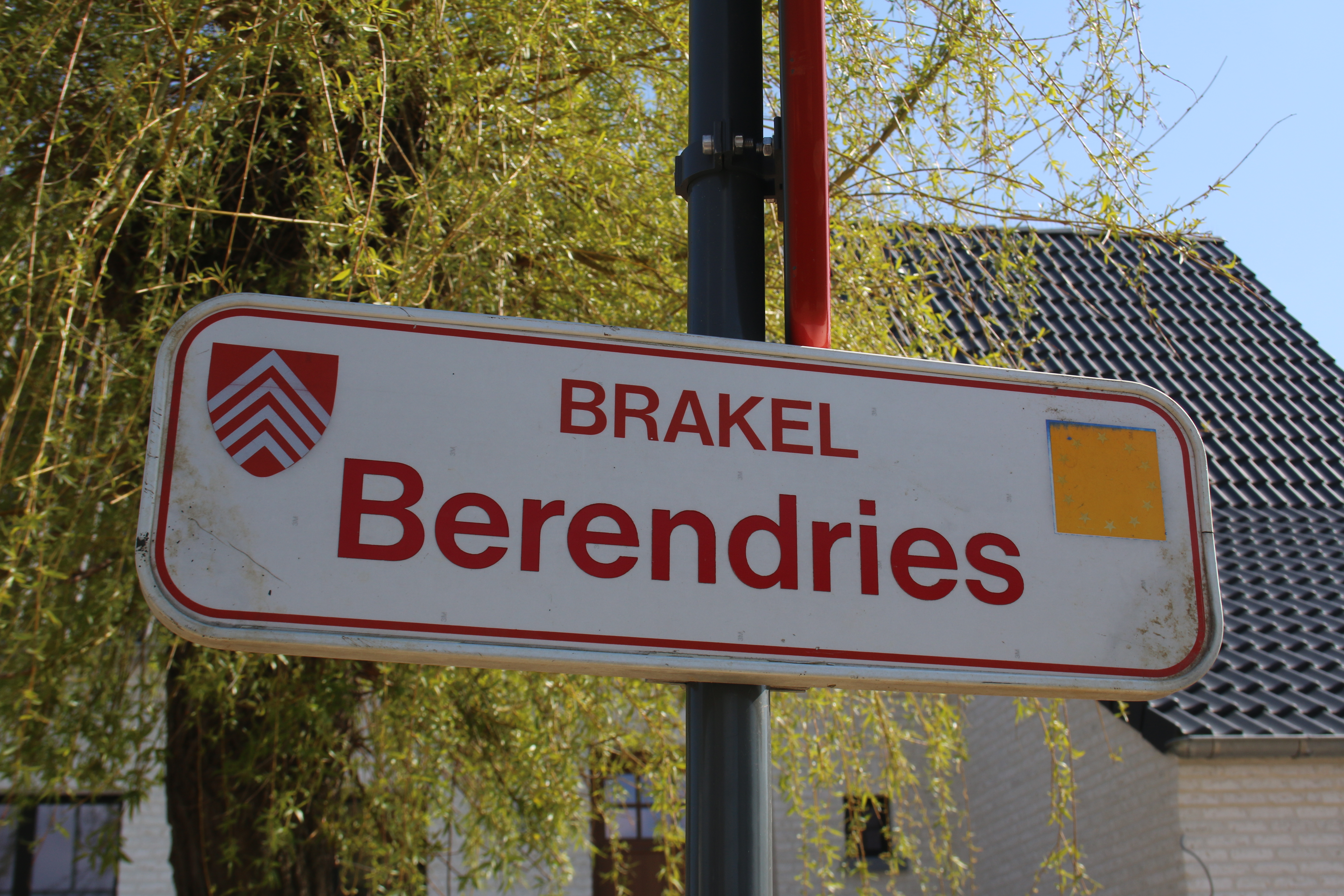
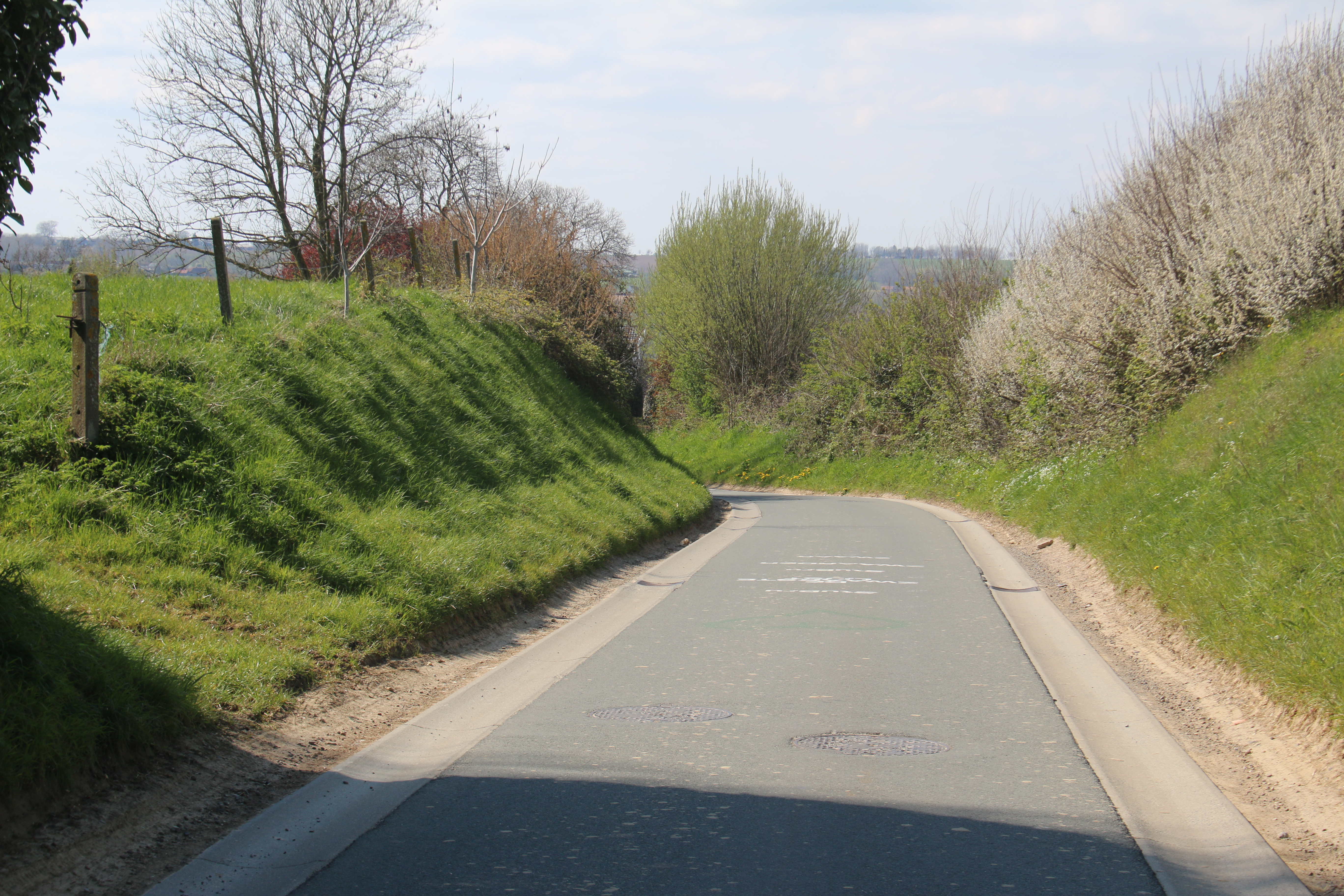